# Üstököspálma
Az üstököspálma (Corypha) az egyszikűek (Liliopsida) osztályának pálmavirágúak (Arecales) rendjébe, ezen belül a pálmafélék (Arecaceae) családjába tartozó nemzetség.

## Előfordulásuk
Az üstököspálma-fajok előfordulási területe Ázsia déli és délkeleti részein, valamint Ausztrália északi részén található meg.

## Rendszerezés
A nemzetségbe az alábbi 5 faj tartozik:
- Corypha lecomtei Becc. ex Lecomte, Bull. Soc. Bot. France 63: 79 (1917)
- Corypha microclada Becc., Webbia 5: 7 (1921)
- Corypha taliera Roxb., Pl. Coromandel 3: 51 (1820)
- indiai üstököspálma (Corypha umbraculifera) L., Sp. Pl.: 1178 (1753)
- Corypha utan Lam., Encycl. 2: 131 (1786)